# Baie de Jiaozhou
La baie de Jiaozhou  (en chinois simplifié : 胶州湾 ; chinois traditionnel : 膠州灣 ; pinyin : Jiāozhōu Wān) est une baie située en mer Jaune, au sud de la péninsule du Shandong. Les villes de Jiaozhou et de Qingdao sont situés sur ses berges. La baie est notamment connue pour la concession allemande de Kiautschou de 1898 à 1918, et pour le pont Haiwan.
La partie de la péninsule du Shandong situé à l'Est de cette baie et du fleuve Jiaolai est appelée péninsule de Jiaodong.